# Catocala sheba
Catocala sheba là một loài bướm đêm trong họ Erebidae.

## Hình ảnh

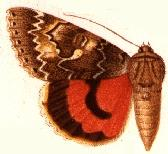